# St-Helens-Dampfschiff
Das St-Helens-Dampfschiff war eines der ersten Dampfschiffe im Vereinigten Königreich. Es hatte keinen offiziellen Namen.

## Der Konstrukteur des Dampfschiffs
John Smith war ein einfacher, selbst gelernter Mechaniker aus der Industriestadt St Helens in North West England. Über ihn ist nur wenig bekannt. 1788 kam er zu der Royal Lancashire Militia und war dort Stellvertreter eines Manns aus Windle. Im August 1791 wurden 20 Schilling auf seine Ergreifung ausgesetzt, da er desertiert war. Er kehrte jedoch bald freiwillig wieder zurück. Für sein Vorhaben, ein Dampfschiff zu bauen, wurde er vielfach ausgelacht.

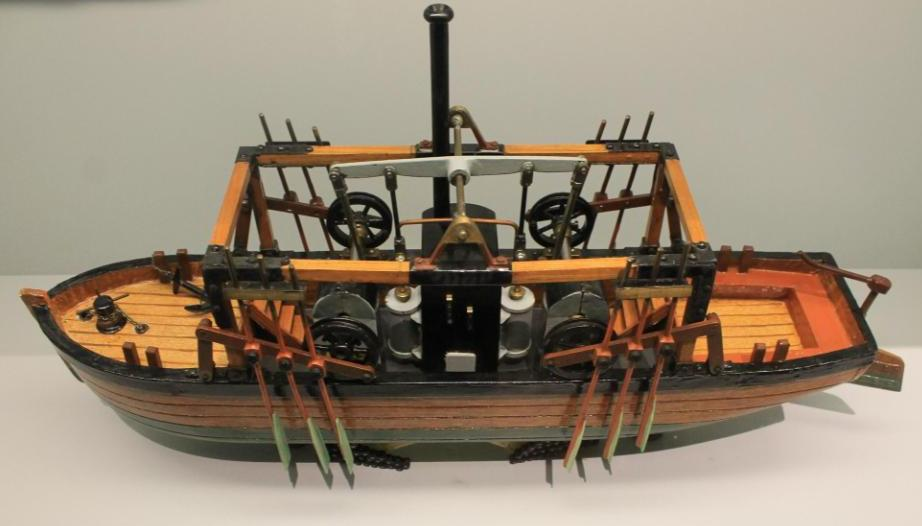
John Fitchs Versuchsboot – vermutlich war der Antrieb des St-Helens-Dampfschiffs ähnlich

## Das Dampfschiff
Da John Smith arm war, unterstützte ihn der britische Aeronaut Thomas Baldwin und kaufte ein Schiff in Liverpool. John Smith stattete das Schiff mit einer Newcomen-Dampfmaschine und einem selbst konstruierten Antrieb aus. Die atmosphärische Dampfmaschine mit einem Zylinder wurde entweder von Smith selbst oder von William Sherratt und James Bateman aus Salford gebaut und soll die erste gewesen sein, die speziell für den Antrieb eines Schiffes konzipiert war. Der Antrieb bestand aus sieben Riemen auf jeder Seite des Schiffes, die mit 18 Schlägen pro Minute das Schiff vorantrieben. Zur Anordnung gibt es keine weiteren Details, aber vermutlich war der Antrieb dem Versuchsboot von John Fitch sehr ähnlich.
Mehrere Fahrten des St-Helens-Dampfschiffs sind überliefert. So transportierte es am Freitag, den 16. Juni 1797, auf dem Sankey Canal Kupferschlacke von St Helens zum 8 km entfernten Newton Races und kehrte am Abend wieder nach St Helens zurück. Am folgenden Samstag fuhr John Smith mit Passagieren an Bord von St Helens zur Mündung des Sankey Canals, überquerte den River Mersey und gelangte über die Schleusen bei Runcorn zum Bridgewater-Kanal und auf diesem bis nach Manchester Castlefield. Die Strecke von St Helens zur Mündung des Sankey Canals beträgt etwa 23 km, vom Sankey Canal zum Bridgewater-Kanal etwa 2 km und von Runcorn über den Bridgewater-Kanal nach Manchester etwa 46 km. Für die Strecke, die insgesamt etwa 71 km betrug, benötigte das Schiff etwa 19 h. Es ist also davon auszugehen, dass diese Strecke nicht an einem Tag zurückgelegt wurde. Als das Schiff in Manchester anlegte, kamen tausende von Menschen und viele wollten es besichtigen. Um den Andrang einzudämmen, verlangte Smith ein stattliches Eintrittsgeld. Es wird berichtet, dass sich unter den Besuchern William Sherratt, Robert Fulton und Francis Egerton, 3. Duke of Bridgewater befanden. Der Besuch soll Francis Egerton zum Bau der Buonaparte inspiriert haben.